# Kanton Saint-Clair-sur-l’Elle
Der Kanton Saint-Clair-sur-l’Elle war von 1790 bis 2015 ein französischer Wahlkreis im Arrondissement Saint-Lô, im Département Manche und in der Region Basse-Normandie; sein Hauptort war die Kleinstadt Saint-Clair-sur-l’Elle.

## Gemeinden
Der Kanton bestand aus 14 Gemeinden:
| Gemeinde                | Einwohner Jahr | Fläche km² | Bevölkerungsdichte | Code INSEE | Postleitzahl |
| ----------------------- | -------------- | ---------- | ------------------ | ---------- | ------------ |
| Airel                   | 534 (2013)     | –          | – Einw./km²        | 50004      | 50680        |
| Bérigny                 | 419 (2013)     | –          | – Einw./km²        | 50046      | 50810        |
| Cerisy-la-Forêt         | 951 (2013)     | –          | – Einw./km²        | 50110      | 50680        |
| Couvains                | 466 (2013)     | –          | – Einw./km²        | 50148      | 50680        |
| La Meauffe              | 1.076 (2013)   | –          | – Einw./km²        | 50297      | 50880        |
| Moon-sur-Elle           | 841 (2013)     | –          | – Einw./km²        | 50356      | 50680        |
| Notre-Dame-d’Elle       | 169 (2013)     | –          | – Einw./km²        | 50380      | 50810        |
| Saint-André-de-l’Épine  | 562 (2013)     | –          | – Einw./km²        | 50446      | 50680        |
| Saint-Clair-sur-l’Elle  | 938 (2013)     | –          | – Einw./km²        | 50455      | 50680        |
| Saint-Georges-d’Elle    | 392 (2013)     | –          | – Einw./km²        | 50473      | 50680        |
| Saint-Germain-d’Elle    | 217 (2013)     | –          | – Einw./km²        | 50476      | 50810        |
| Saint-Jean-de-Savigny   | 408 (2013)     | –          | – Einw./km²        | 50491      | 50680        |
| Saint-Pierre-de-Semilly | 449 (2013)     | –          | – Einw./km²        | 50538      | 50810        |
| Villiers-Fossard        | 612 (2013)     | –          | – Einw./km²        | 50641      | 50680        |

## Bevölkerungsentwicklung
| 1962 | 1968 | 1975 | 1982 | 1990 | 1999 |
| ---- | ---- | ---- | ---- | ---- | ---- |
| 6810 | 6480 | 6242 | 6908 | 7053 | 7060 |